# Џанкој
Џанкој (рус. Джанкой, укр. Джанкой, кт. Canköy, Джанкой) град је на Криму (спорно подручје Русије и Украјине), у Републици Крим (према гледишту Русије) односно у Аутономној Републици Крим (према гледишту Украјине). Према процени из 2012. у граду је живело 36.458 становника.

## Становништво
Према процени, у граду је 2012. живело 36.458 становника.
| 1979.  | 1989.  | 2001.  | 2012.  |
| ------ | ------ | ------ | ------ |
| 48.819 | 53.464 | 43.343 | 36.458 |